# Men in Black (konspirationsteori)
Men in Black (MIB) eller Svartklädda Män är inom konspirationsteorier angående existensen av UFO:n och utomjordiskt liv, personer som med alla medel nödvändiga eliminerar spridningen av bevis på utomjordiskt liv. Samtidigt som dessa 'agenter' oftast skildras i par, är de som deras namn antyder klädda i svart klädsel (kostym), samtidigt som de hävdar representera ett regeringsdepartement i syfte av att tysta vittnen som observerat utomjordiska fenomen. I vissa fall antyds det även att de själva är utomjordingar, då personer som påstår att ha sett MIB minns dem som att ha avsevärt blek hy, ha prata konstigt, samt ha skinande ögon. 
Fenomenen angående Men in Black var som mest aktuella under 1950- och 1960-talen, då flera personer under denna tidsperiod sägs ha kommit i kontakt med de svartklädda agenterna.

## Existens
Det finns inga bevis för att ett departement eller organisation som ansvarar för MIB någonsin ska ha funnits. Eftersom det varken finns legitima bildbevis, videobevis, eller vittnen för MIB:s existens, är det osannolikt att de någonsin har existerat. Fortfarande finns det dock människor som påstår det motsatta. Shane Sovar, en hotellchef i närheten av Niagarafallen, ska dryga två veckor efter att den 14 oktober 2008 ha bevittnat ett UFO utanför sitt hotell ha fångat två MIB som sökt honom på övervakningsfilm.
Ytterligare spekulation och konspirationsteorier påstår att MIB inte är människor, utan antingen utomjordingar eller en form av hybrid mellan människa och rymdvarelse.

## Teorier
Det finns flera teorier för vad MIB, förutsatt att de existerar, kan vara:
- De är agenter från ett hemligt departement som ansvarar för kontroll och eliminering av utomjordiskt bevis.
- De är enbart utomjordingar eller hybrider mellan utomjordingar och människor, eller är vanliga människor.
- De är psykologiska upplevelser, personer som man inbillat sig efter att man tros ha sett UFO:s.
- MIB är demoner, likt de upplevelser som människor under medeltiden sägs att haft.

## MIB inom media

### Film
- I filmserien Men in Black skildras MIB som begåvade personer som selektivt blivit valda för att fungera som agenter för den okända byrån MiB.
- Inom Arkiv X är MIB både människor och utomjordingar.
- I Dark Skies är MIB, precis som i filmserien Men in Black, människor vars syfte är att tysta människor som haft kontakt med utomjordingar.
- De är även med i filmen Brother From Another Planet.

### Böcker och serietidningar
- MIB är främst med i serien Vector 13.
- De är med i Kim Newmans bok Angel Down, Sussex.

### Datorspel/Videospel
- Deus Ex
- Half-Life och dess uppföljare Half-Life 2
- Delta Green
- Teenagers from Outer Space
- Conspiracy X